# Канадський музей природи

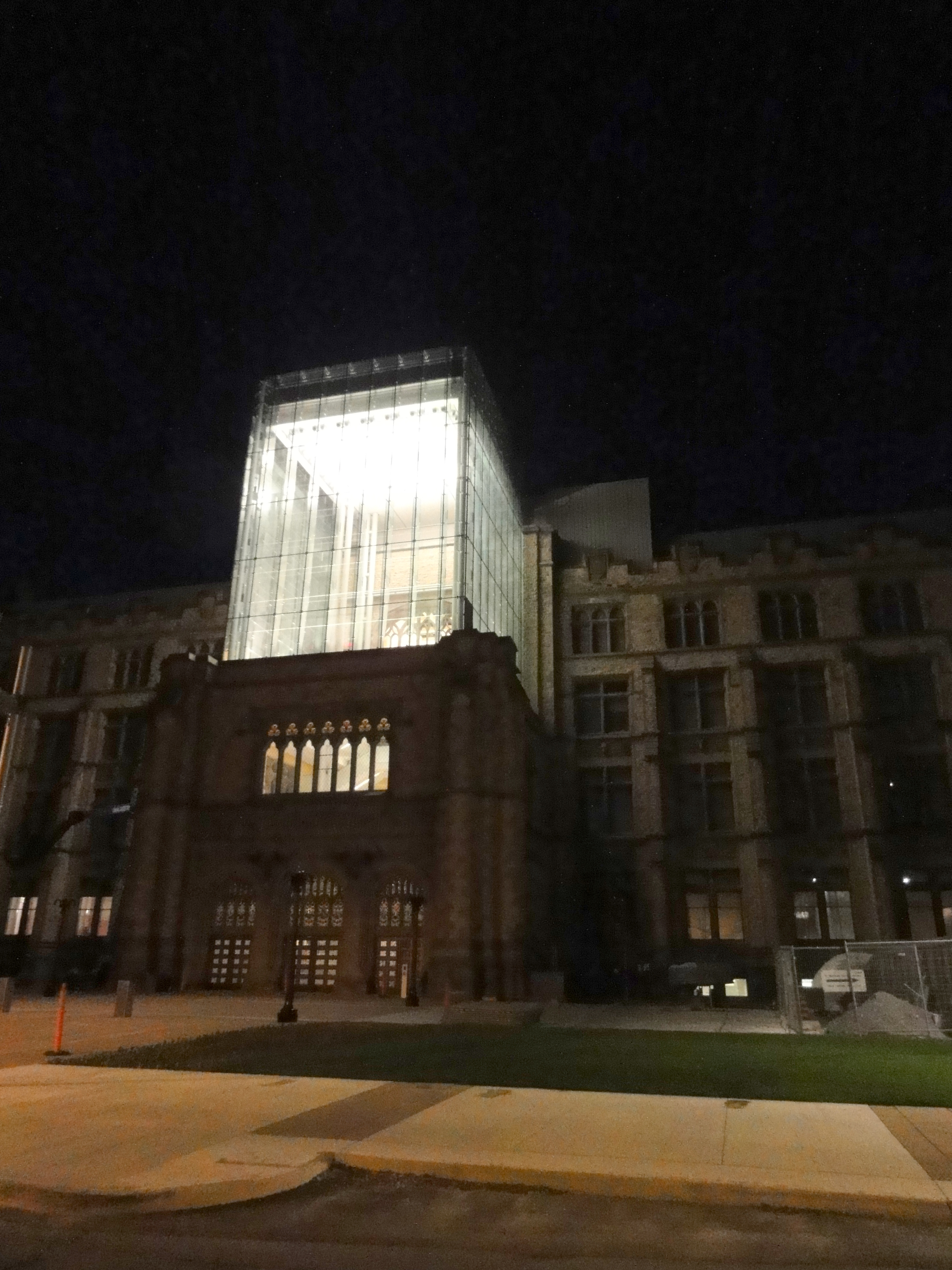
Нічний вид на скляний ковпак (центрально-північна частина музею)

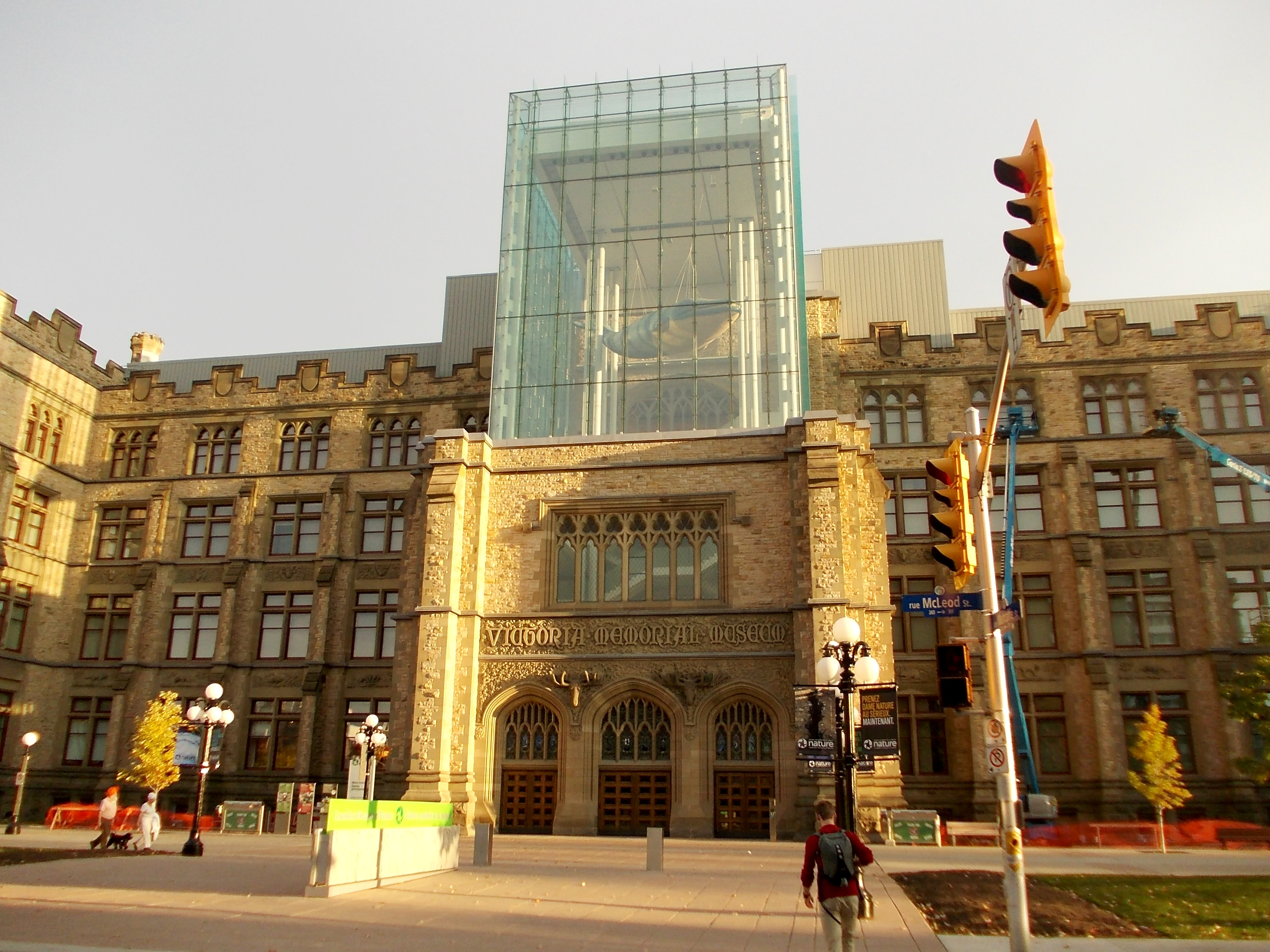
Канадський музей природи

Канадський музей природи (англ. Canadian Museum of Nature, фр. Musée Canadien de la nature) — музей біології та природної історії в м. Оттава, Онтаріо, Канада. Історія музею сходить до колекцій Канадської геологічної комісії 1856 р., яка в ході своїх оглядів вела детальний облік живої природи Канади. Музей входить до Асоціації канадських музеїв, а також до числа 9 музеїв, відвідування яких можливе за єдиним сімейним тижневим Музейним паспортом Оттави.

## Будинок
Будівлю було споруджено на території колишньої ферми, що належала купцеві шотландського походження Уільяму Стюарту. Місцевість була відома як Стюартон. Спорудження житлових будинків у Стюартоні почалося в 1870-ті рр.. У 1905 р. уряд придбав цю землю, щоб спорудити будівлю як архітектурне доповнення до будинку Парламенту Канади на протилежному кінці Меткалф-стріт. Спорудження будівлі в «шотландському баронському» стилі, яку спроєктував Девід Юарт, обійшлося в 1,25 млн канадських доларів. У будинку містилися приміщення, що належали як Сенату, так і Палаті громад.
Через те, що будинок містився на нестійкому глиняному ґрунті, в 1915 році довелося знести високу вежу, що увінчувала споруду.
Після пожежі парламенту і до 1922 р. тут містилася Палата громад і деякі заклади уряду Канади.
У 1968 р. Національний музей Канади, що містився у будівлі, був розділений на Канадський музей природи та Національний музей людини (пізніше перейменований у Канадський музей цивілізації), хоча обоє продовжували працювати в тій же будівлі. У 1989 р. музей цивілізації переїхав у нову будівлю в Гатино, і з того часу Музей природи займає усю будівлю. У 1990 р. будівля отримала статус Національного історичного пам'ятника Канади.
У 2004—2010 рр. здійснювався капітальний ремонт споруди, у ході якого замість башти, демонтованої в 1915 р., було встановлено великий скляний ковпак.

## Експозиція
У підвальному приміщенні музею знаходиться Соляриум (оранжерея) з літаючими ящерами, лабораторія презентацій і театр тривимірного кіно.
На першому поверсі розташований кафетерій (східне крило), Ротунда (південний виступ, для короткочасних виставок і святкових заходів) і галерея копалин (західне крило, від пізнього крейдяного періоду до еоцену).
На другому поверсі — водна галерея (східне крило), мезонін Ротунди (південний виступ, для короткочасних виставок), галерея ссавців Канади (західне крило) і Королівська лантерна (майданчик в основі Скляної вежі).
На третьому поверсі — галерея мінералів (східне крило), Салон (південний виступ, здається в оренду під свята) і виставковий зал (західне крило). Відомі виставки:
- 2010—2011: «Антарктика»
- 2011: «Екстремальні ссавці»
- 2012 (березень — вересень): «Безкарна смерть» (картини Елен Грегорі)
- 2012 (вересень) — 2013 (травень): «Нестримна природа» (урагани, цунамі, землетруси — у співпраці з Філдовським музеєм природної історії, Чикаго, США)

На четвертому поверсі — виставковий зал (східне крило). Відомі виставки:
- 2012 (березень-вересень): «Кіти Tohora» (виставка про китоподібних музею Te Papa Tongarewa м. Окленд, Нова Зеландія)
- 2014: природні об'єкти, що світяться

У перервах між виставками крило орендується під заходи. У західному крилі — галерея птахів, що включає дитячу ігрову зону та Анімаліум (комахи, павукоподібні, деякі амфібії) і зал виставок
Ряд приміщень музею може бути орендований організаціями та приватними особами як зали для урочистих заходів і конференцій. Це Ротунда (1-2 поверх, південна частина, де на початку XX ст. містився Парламент Канади), Скляна вежа (2- і 3-й поверхи, північна частина), Салон (3 поверх, південна частина), виставкові зали на 3- і 4-му поверхах (у період, коли вони не зайняті виставками).

## Фототека

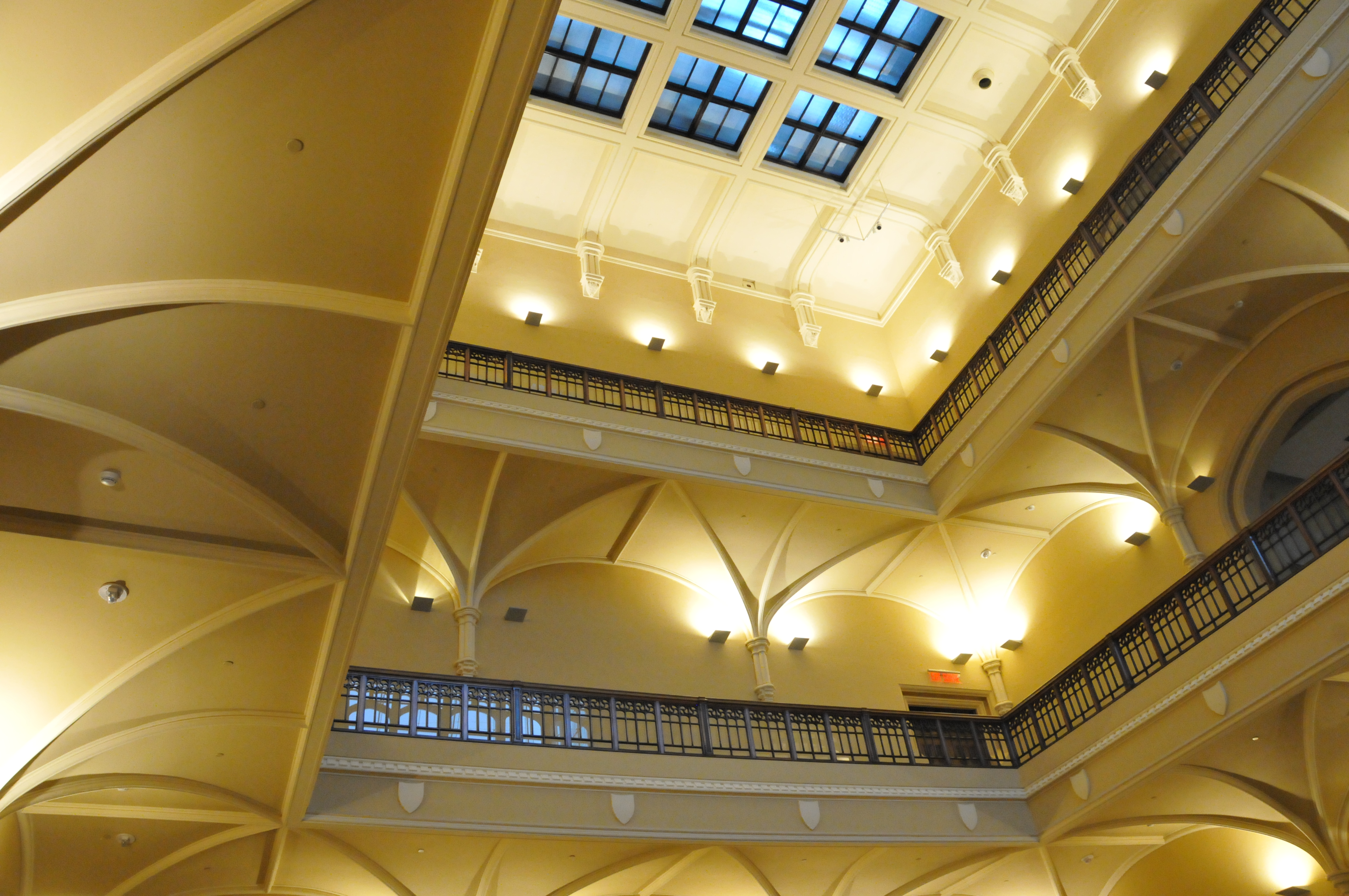
Орнамент на стелі музею
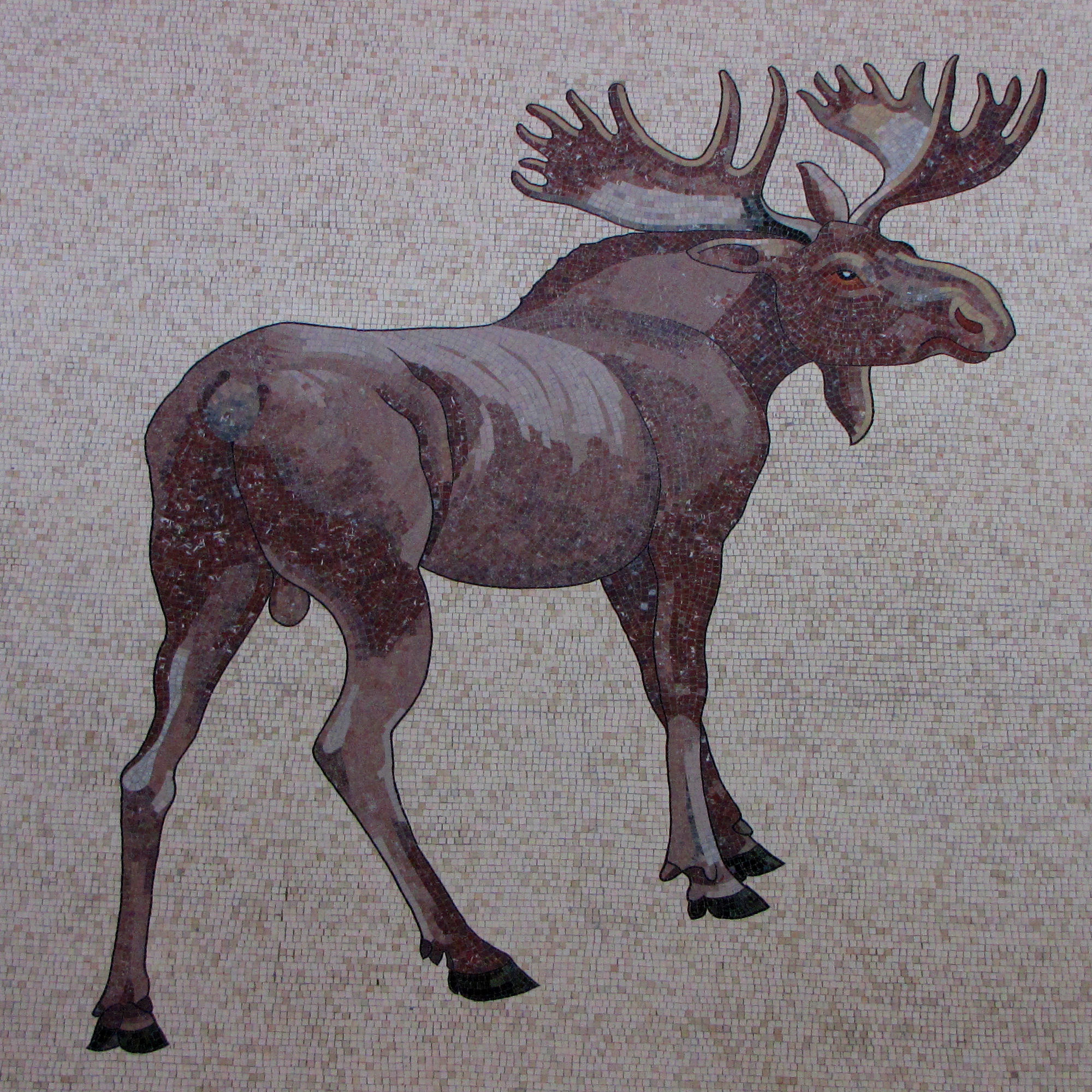
Мозаїка на головному вході до музею. Було заховано під килимовим покриттям в 1950-2010 рр. через «анатомічні особливості» лося.
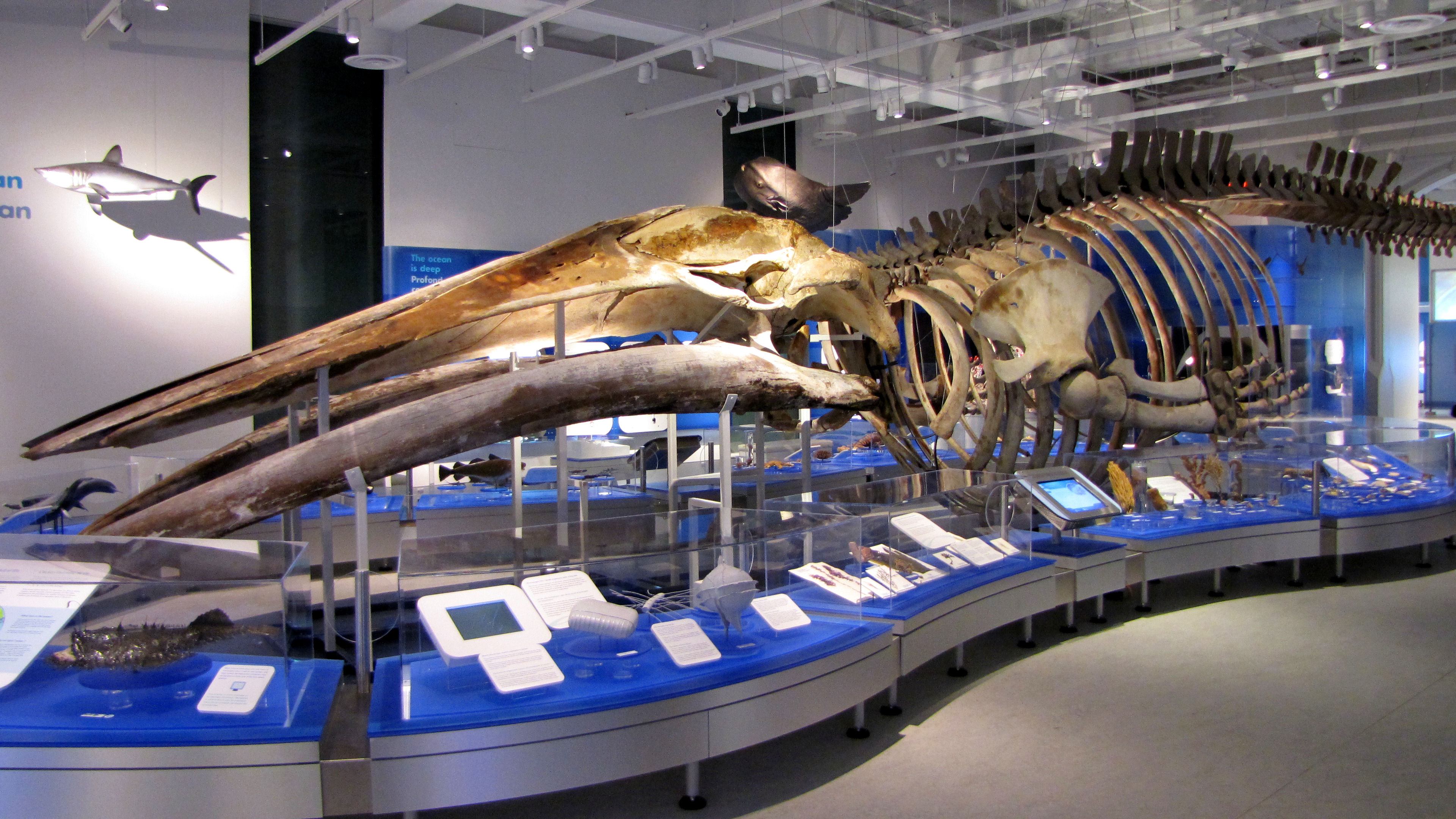
Скелет синього кита (на початку 2000 р. було вивішено у скляній башті).
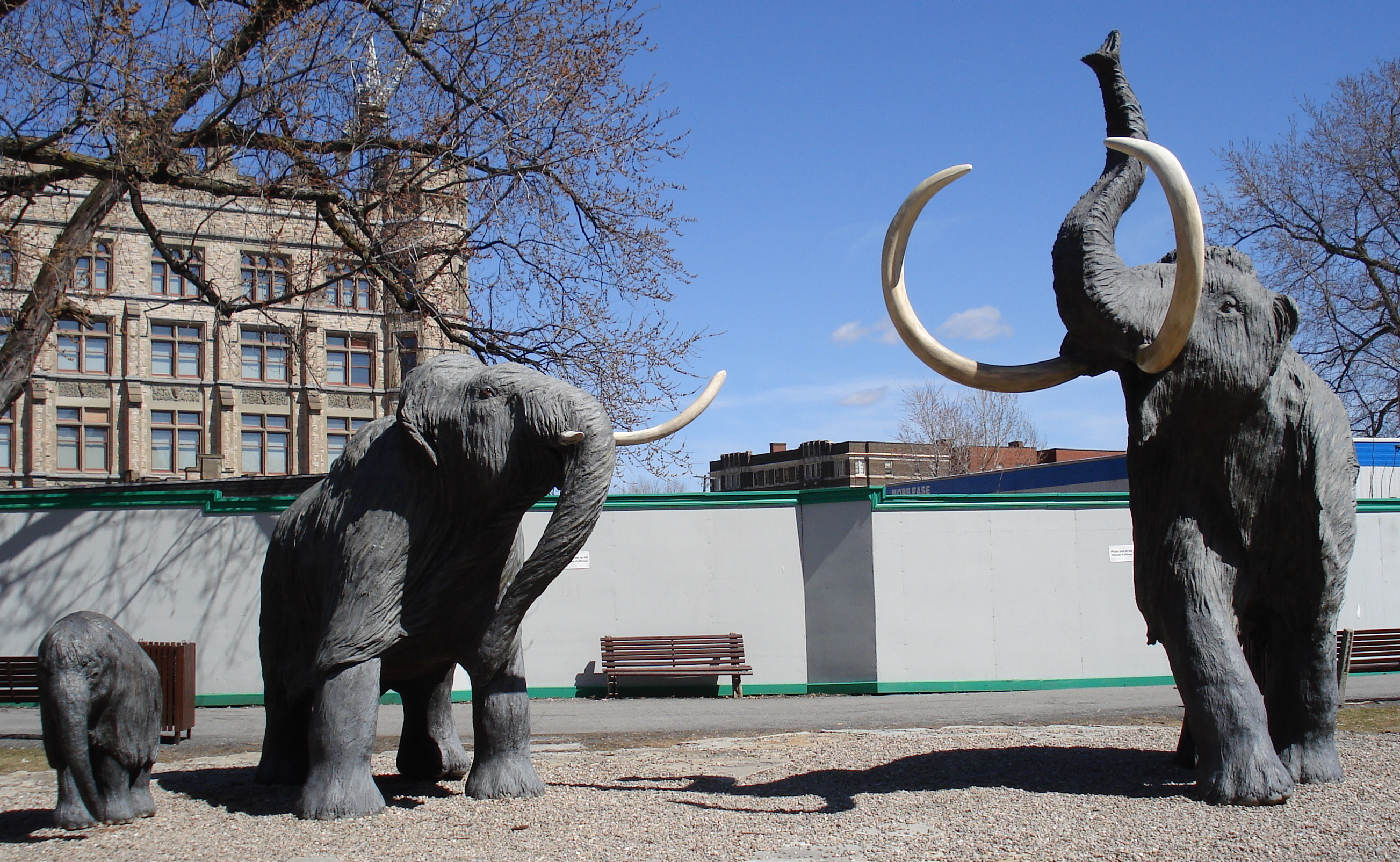
Статуї мамонтів в парку на захід від музею.